# چارلز گیناند بلکدر
چارلز گیناند بلکدر (انگلیسی: Charles Blackader; ۲۰ سپتامبر ۱۸۶۹ – ۲ آوریل ۱۹۲۱) فرد نظامی اهل پادشاهی متحد بریتانیای کبیر و ایرلند بود. وی همچنین برندهٔ جوایزی همچون نشان حمام و نشان لئوپولد شده‌است.